# قم
مدينة قُم هي إحدى مدن إيران والتي تعتبر الحوزة العلمية فيها المركز العلمي الديني للشيعة بعد النجف. تقع على بعد 157 كم جنوب العاصمة طهران. وترتفع المدينة نحو 930 م فوق مستوى سطح البحر. يحدها من الشمال مدينة طهران، ومن الجنوب مدينة أصفهان، ومن الغرب مدينة أراك، ومن الشرق محافظة سمنان، وتوجد بالمدينة العديد من المزارات الدينية أهمها مرقد فاطمة بنت موسى الكاظم.

## تاريخ المدينة

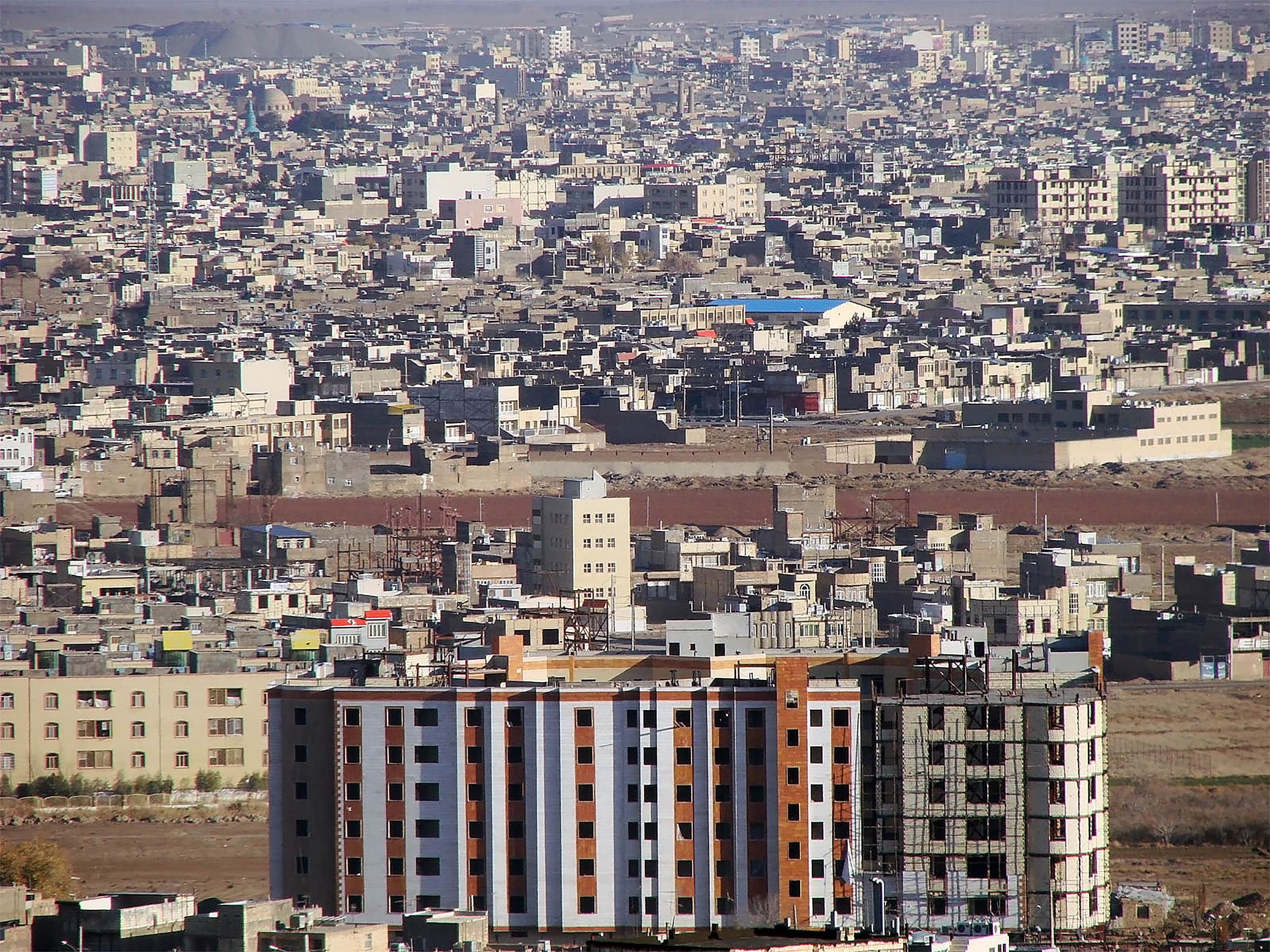
مدينة قم

يرجع تأسيس مدينة قم إلى عصر الفيشداديين (قدماء ملوك الفرس) وينسبها بعض المؤرخين إلى (طهمورث ابن هوشنغ)، والبعض الآخر ينسبها إلى (قمسواره بن لهراسب)، وقد فتحت في سنة 21 هـ في عهد عمر بن الخطاب، وأقام فيها أبو موسى الأشعري، وقد مصرت البلدة أيام الحجاج بن يوسف الثقفي سنة 83 هـ، ولما انهزم عبد الرحمن بن محمد بن الأشعث (أمير سجستان من جهة الحجاج والذي خرج عليه) فرَّ إلى كابل، وكان من جملة الفارين معه أخوة هم أبناء سعد بن مالك الأشعري، نزل هؤلاء في سبع قرى في منطقة قم كان اسم إحداها (كمندان) ولما استوطنوها اجتمع إليهم بنو عمهم وصارت القرى السبع سبع محلات سميت إحداها كمندان ثم أسقطوا بعض حروفها فسميت بتعريبهم قماً وهي مأخوذة من كلمة (كومة) التي كان الفرس يطلقونها على بيوت الرعيان الذين يردون قم للرعي (و هم أول من سكنوا المنطقة).
تاريخيا كان معظم سكان قم وحتى القرن الثالث الهجري يتحدثون اللغة العربية، حيث يؤكد المؤرخ العربي اليعقوبي أن أغلب سكانها من على المذهب الأشعري. ويذكر أن قم كانت أول تأسيسها على قسمين عجمي وعربي يسمى القسم العجمي بـ (كوميندان) والقسم العربي كان يسمى حتى سنة 1359 م (عربستان) أو (حسين آباد)، وكان لوجود مرقد فاطمة بنت موسى الكاظم في المدينة الفضل في إعمارها وتوسعتها.

## الجغرافيا
يحرر
تقع مدينة قم، عاصمة محافظة قم في وسط إيران، على بُعد 125 كيلومترًا جنوب العاصمة طهران، على سهل منخفض، وتقع المدينة على حدود الصحراء الوسطى في إيران بجوار بحيرة قم المالحة.

### المناخ
تتمتع قم بمناخ صحراوي حار يحده مناخ صحراوي بارد بناءً على تصنيف مناخ كوبن ( BWh يحده BWk ) ولديها مناخ جاف بناءً على تصنيف مناخ تريوارثا ( BW )، مع انخفاض هطول الأمطار السنوي بسبب البعد عن البحر ووقوعها بالقرب من الإعصار شبه الاستوائي العلوي. يكون الطقس في الصيف حارًا جدًا ولا أمطار بشكل أساسي، بينما يمكن أن يختلف الطقس في الشتاء من دافئ إلى - عندما يتم دفع الكتل الهوائية السيبيرية جنوبًا عبر جبال البرز عن طريق الحجب فوق أوروبا - شديد البرودة. كان أحد الأمثلة على الموقف الأخير في يناير 2008 عندما انخفضت الحد الأدنى إلى -23 درجة مئوية أو -9.4 درجة فهرنهايت في اليوم الخامس عشر، بينما حدثت مواقف مماثلة سابقة في يناير 1964 وبدرجة أقل في يناير 1950 ويناير 1972 وديسمبر 1972.
أعلى درجة حرارة مسجلة كانت 47 درجة مئوية (117 درجة فهرنهايت) في 11 يوليو 2010 وأدنى درجة حرارة مسجلة كانت −23 درجة مئوية (−9 درجة فهرنهايت) في 15 يناير 2008.
يبلغ متوسط هطول الأمطار السنوي في مدينة قم حوالي 150 ملم، وأهم أسباب هذا النقص في هطول الأمطار يمكن تلخيصها على النحو التالي:
- سيطرة كتلة هوائية شبه استوائية مرتفعة الضغط على قم ومحافظات البلاد الأخرى ومنع الرياح الغربية الرطبة.

٢. البعد عن البحار ومصادر الرطوبة.
- وجود جبال زاغروس كعائق أمام وصول الرياح الغربية الرطبة إلى قم.
- انخفاض متوسط ارتفاع مدينة قم.[6]

لقد كانت فترات الجفاف المتتالية سمة رئيسية لمناخ مدينة قم ومحافظة قم في السنوات الأخيرة.
ََ
| البيانات المناخية لـقم (1986-2010، سجلات 1986-2020)                                                                                      | البيانات المناخية لـقم (1986-2010، سجلات 1986-2020) | البيانات المناخية لـقم (1986-2010، سجلات 1986-2020) | البيانات المناخية لـقم (1986-2010، سجلات 1986-2020) | البيانات المناخية لـقم (1986-2010، سجلات 1986-2020) | البيانات المناخية لـقم (1986-2010، سجلات 1986-2020) | البيانات المناخية لـقم (1986-2010، سجلات 1986-2020) | البيانات المناخية لـقم (1986-2010، سجلات 1986-2020) | البيانات المناخية لـقم (1986-2010، سجلات 1986-2020) | البيانات المناخية لـقم (1986-2010، سجلات 1986-2020) | البيانات المناخية لـقم (1986-2010، سجلات 1986-2020) | البيانات المناخية لـقم (1986-2010، سجلات 1986-2020) | البيانات المناخية لـقم (1986-2010، سجلات 1986-2020) | البيانات المناخية لـقم (1986-2010، سجلات 1986-2020) |
| الشهر | يناير                                               | فبراير                                              | مارس                                                | أبريل                                               | مايو                                                | يونيو                                               | يوليو                                               | أغسطس                                               | سبتمبر                                              | أكتوبر                                              | نوفمبر                                              | ديسمبر                                              | المعدل السنوي                                       |
| --- | --------------------------------------------------- | --------------------------------------------------- | --------------------------------------------------- | --------------------------------------------------- | --------------------------------------------------- | --------------------------------------------------- | --------------------------------------------------- | --------------------------------------------------- | --------------------------------------------------- | --------------------------------------------------- | --------------------------------------------------- | --------------------------------------------------- | --------------------------------------------------- |
| الدرجة القصوى °م (°ف) | 23.4 (74.1)                                         | 26.5 (79.7)                                         | 35.5 (95.9)                                         | 37.0 (98.6)                                         | 41.8 (107.2)                                        | 45.9 (114.6)                                        | 47.0 (116.6)                                        | 45.6 (114.1)                                        | 42.3 (108.1)                                        | 37.7 (99.9)                                         | 31.0 (87.8)                                         | 22.5 (72.5)                                         | 47.0 (116.6)                                        |
| متوسط درجة الحرارة الكبرى °م (°ف) | 10.2 (50.4)                                         | 13.6 (56.5)                                         | 19.1 (66.4)                                         | 26.0 (78.8)                                         | 31.8 (89.2)                                         | 37.9 (100.2)                                        | 40.3 (104.5)                                        | 39.4 (102.9)                                        | 34.9 (94.8)                                         | 27.7 (81.9)                                         | 18.9 (66.0)                                         | 12.2 (54.0)                                         | 26.0 (78.8)                                         |
| المتوسط اليومي °م (°ف) | 4.2 (39.6)                                          | 7.1 (44.8)                                          | 12.0 (53.6)                                         | 18.3 (64.9)                                         | 23.6 (74.5)                                         | 29.1 (84.4)                                         | 31.8 (89.2)                                         | 30.3 (86.5)                                         | 25.2 (77.4)                                         | 19.0 (66.2)                                         | 11.5 (52.7)                                         | 6.1 (43.0)                                          | 18.2 (64.8)                                         |
| متوسط درجة الحرارة الصغرى °م (°ف) | −1.9 (28.6)                                         | 0.6 (33.1)                                          | 5.0 (41.0)                                          | 10.5 (50.9)                                         | 15.4 (59.7)                                         | 20.2 (68.4)                                         | 23.4 (74.1)                                         | 21.2 (70.2)                                         | 15.6 (60.1)                                         | 10.3 (50.5)                                         | 4.1 (39.4)                                          | −0.1 (31.8)                                         | 10.4 (50.7)                                         |
| أدنى درجة حرارة °م (°ف) | −23.0 (−9.4)                                        | −11.2 (11.8)                                        | −11.0 (12.2)                                        | −0.2 (31.6)                                         | 5.4 (41.7)                                          | 8.0 (46.4)                                          | 15.0 (59.0)                                         | 11.8 (53.2)                                         | 6.5 (43.7)                                          | 0.6 (33.1)                                          | −11.0 (12.2)                                        | −10.5 (13.1)                                        | −23.0 (−9.4)                                        |
| الهطول مم (إنش) | 25.4 (1.00)                                         | 20.5 (0.81)                                         | 27.7 (1.09)                                         | 20.2 (0.80)                                         | 10.4 (0.41)                                         | 2.3 (0.09)                                          | 0.7 (0.03)                                          | 0.3 (0.01)                                          | 0.8 (0.03)                                          | 6.2 (0.24)                                          | 14.3 (0.56)                                         | 19.4 (0.76)                                         | 148.2 (5.83)                                        |
| متوسط أيام هطول الأمطار (≥ 1.0 mm) | 4.4                                                 | 4.1                                                 | 4.2                                                 | 3.9                                                 | 2.0                                                 | 0.4                                                 | 0.2                                                 | 0.1                                                 | 0.3                                                 | 1.8                                                 | 2.6                                                 | 3.2                                                 | 27.2                                                |
| متوسط الأيام المثلجة | 3.1                                                 | 1.4                                                 | 0.3                                                 | 0.0                                                 | 0.0                                                 | 0.0                                                 | 0.0                                                 | 0.0                                                 | 0.0                                                 | 0.0                                                 | 0.1                                                 | 0.9                                                 | 5.8                                                 |
| متوسط الرطوبة النسبية (%) | 66                                                  | 58                                                  | 48                                                  | 42                                                  | 33                                                  | 24                                                  | 23                                                  | 24                                                  | 26                                                  | 38                                                  | 52                                                  | 66                                                  | 41                                                  |
| ساعات سطوع الشمس الشهرية | 185.0                                               | 194.0                                               | 221.5                                               | 233.3                                               | 296.6                                               | 351.5                                               | 354.5                                               | 347.3                                               | 309.9                                               | 263.4                                               | 204.9                                               | 172.7                                               | 3٬134٫6                                             |
| المصدر: منظمة الأرصاد الجوية الإيرانية (السجلات), (درجات الحرارة), (سقوط الأمطار), (رطوبة), (أيام مع هطول الأمطار والثلوج), (سطوع الشمس) |                                                     |                                                     |                                                     |                                                     |                                                     |                                                     |                                                     |                                                     |                                                     |                                                     |                                                     |                                                     |                                                     |

## سكان المدينة
يشكل الأتراك الأذريين حوالي25~27%. كما توجد جالية عربية كذلك.

## مؤسساتها العلمية ومدارسها
تزخر قم اليوم بالعديد من المؤسسات والمدارس العلمية يزيد عددها على 60 مؤسسة ومدرسة منها:
- المدرسة الفيضية : تعتبر مركز إدارة الحوزة العلمية في قم يعود تأسيسها إلى العهد الصفوي.
- جامعة دار الشفاء : تأسست في العهد القاجاري واتسعت في عهد الخميني وأصبحت جامعة كبيرة.
- المدرسة الحجتية : أسسها محمد حجت حسين على حسن الكوة كمري التبريزي وهي مخصصة حالياً لدارسة قسم من الطلبة غير الإيرانيين وتعتبر مركز عالمي للدراسات الإسلامية.
- الجامعة المعصومية : وهي من المشاريع الحديثة التي تم البدء في بنائها سنة (1983 م).
- مدرسة الكلبايكاني : وهي من المشاريع الحديثة وتضم معهداً لعلوم القرآن.
- مدينة العلم : وهي من المشاريع العلمية ـ السكنية في قم.
- جامعة الزهراء : وهي مدينة جامعية حديثة خاصة بالنساء تأسست تحت إشراف الخميني
- جامعة الصدوق : وهي مدينة جامعية حديثة في قم تحتوي على 6 مؤسسات جامعية.
- جامعة المفيد : وهي مشروع جامعي حديث وكبير أيضاً.
- جامعة قم : وهي جامعة حكومية
- جامعة المصطفی: وهي من الحوزات العلمیه في قم ولها العدید من الفروع في مختلف أنحاء العالم.

وهنالك معاهد ومؤسسات ومنتديات ومجامع علمية أخرى تابعة للحوزة وهي متخصصة في مجالات عديدة كالتبليغ والبحث.

## الأهمية الدينية للمدينة عند الشيعة
| مسجد فاطمة هو المسجد الذي دفُنِت فيه فاطمة بنت موسى الكاظم، وأول من بنى بناء المسجد هو الشاه عباس الأول، وقد دُفِنَت أيضاً في هذا المسجد ثلاثة من بنات محمد بن علي الجواد. | مسجد فاطمة  |
| مسجد جمكران هو أحد المساجد المقدسة لدى الشيعة، حيث يعتقد الشيعة أنِّ هذا المسجد بُني بأمر المهدي (الإمام الثاني عشر). | مسجد جمكران |
| أربعون كوكب أربعون كوكب (بالفارسية: چهل اختران). سمي بذلك لدفن أربع عشر شخصاً من ذرية علي بن موسى الرضا هناك، وقد ثبت ذلك عام 378 هـ. ويعد من الأبنية التاريخية لمدينة قم، ويعود بناءها إلى سنة 950 هـ، وهي مزيّنة بمختلف الآيات القرآنية. وهناك دلائل أخرى تشير إلى أن بناءها تمّ في عام 851 هـ بصورة أولية. وفي وسط المبنى مرقد عام يرتفع إلى متر بتسعة أمتار طولاً ومثلها عرضاً، ويحوي عدة ردائف من القبور ومزينة بالكاشي الخشن الأزرق، ثم وضع عليها ضريح من الألمنيوم. | أربعون كوكب |

## المدن الشقيقة
- إيران، مشهد
- العراق، كربلاء[16]
- تركيا، قونية
- لبنان، بعلبك[17]
- إسبانيا، سانتياغو دي كومبوستيلا[18]
- باكستان، كراتشي[19]

## معرض صور

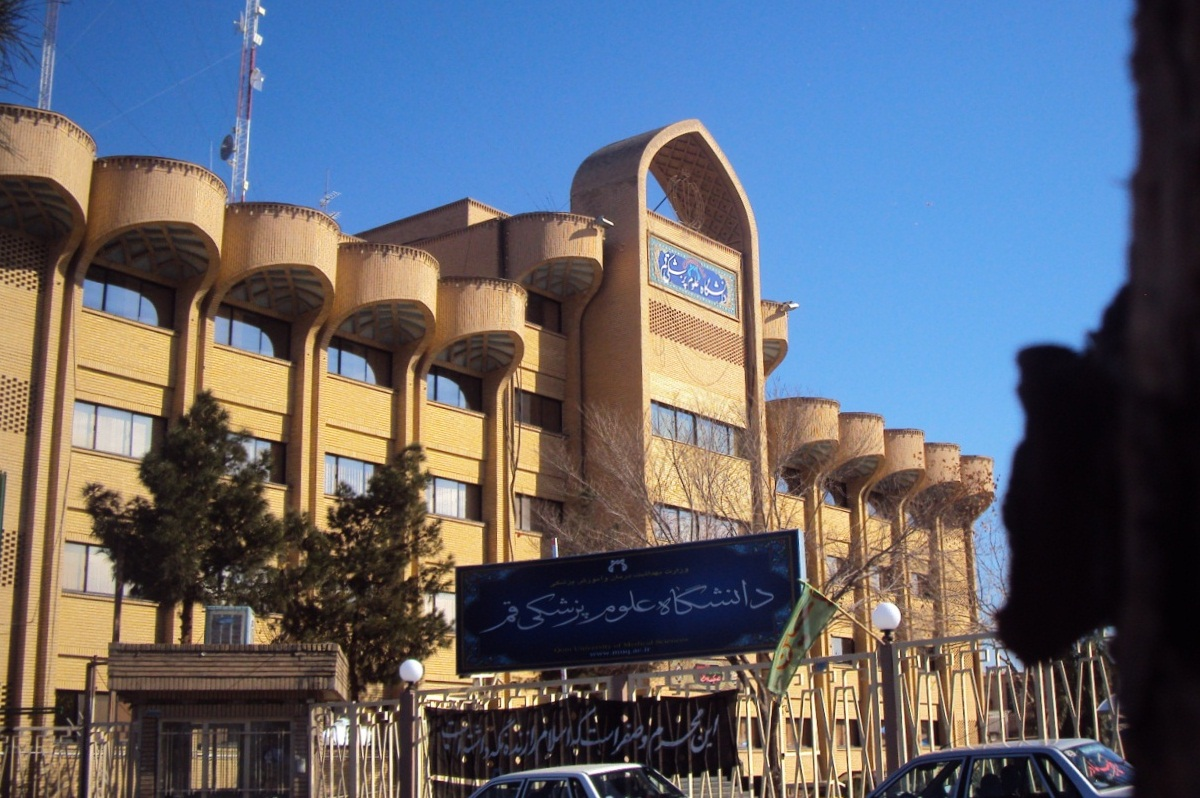
جامعة قم للعلوم الطبية
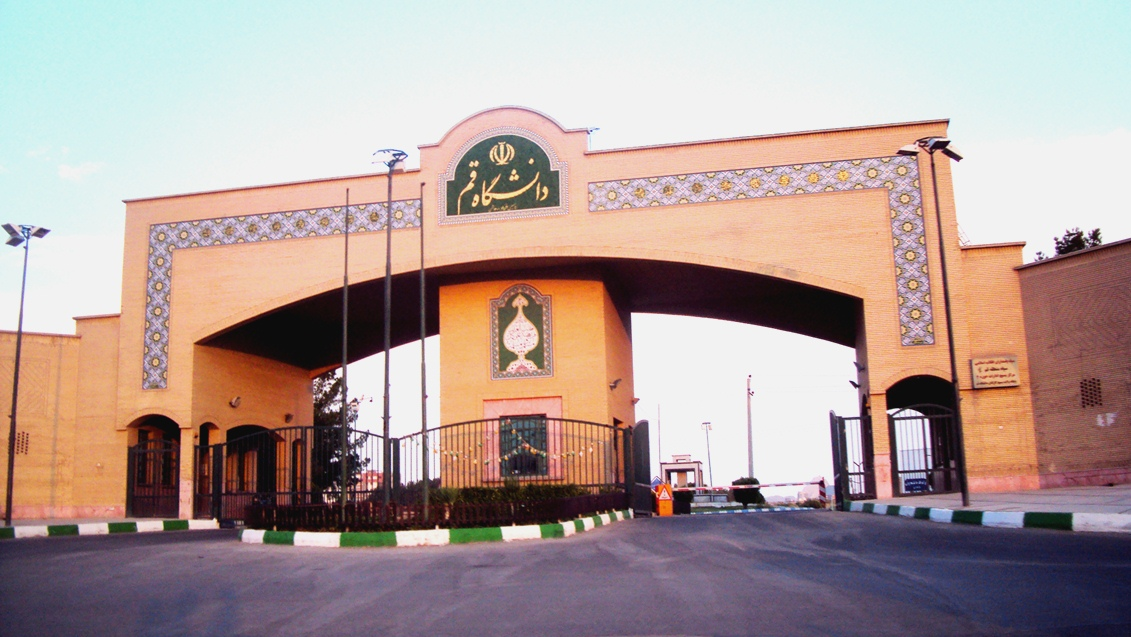
بوابة جامعة قم
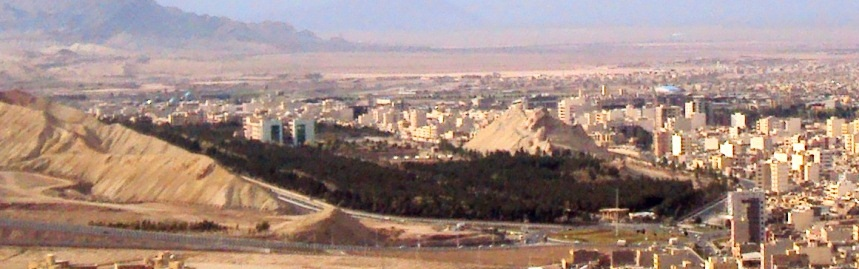
جامعة المفيد قم
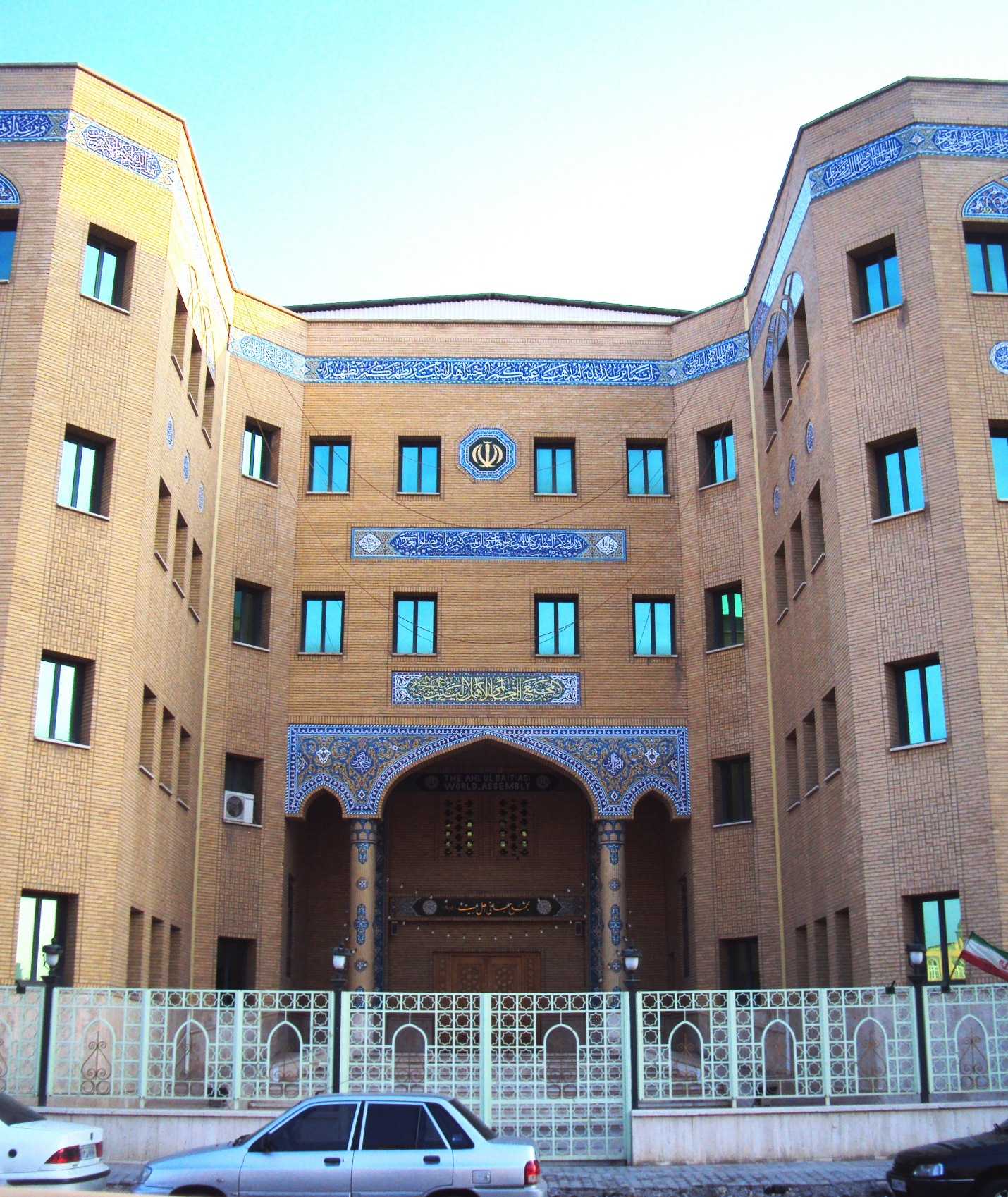
مجتمع أهل البيت الدولي